# Liste der denkmalgeschützten Objekte in Schattwald
Die Liste der denkmalgeschützten Objekte in Schattwald enthält die denkmalgeschützten, unbeweglichen Objekte der Gemeinde Schattwald.

## Denkmäler
| Foto  |                 | Denkmal                                                                                                | Standort                                  | Beschreibung | Metadaten |
| ----- | --------------- | --- | ----------------------------------------- | --- | --- |
| ja    | Datei hochladen | Wieselkapelle Hll. 3 Könige, Kapelle Steig HERIS-ID: 40183 Objekt-ID: 40080 TKK: 27830                 | südlich Steig 10 Standort KG: Schattwald  | Die Kapelle in Steig weist einen Glockendachreiter sowie im Inneren einen neugotischen Altar auf. | BDA-Hist.: Q37993247 Status: Bescheid Stand der BDA-Liste: 2025-06-30 Name: Wieselkapelle Hll. 3 Könige, Kapelle Steig GstNr.: 2492/2                                                |
| ja BW | Datei hochladen | Kath. Pfarrkirche hl. Wolfgang, Friedhof u. Kriegerkapelle HERIS-ID: 66891 Objekt-ID: 79804 TKK: 27829 | gegenüber Wies 29 Standort KG: Schattwald | Auf der Anhöhe nördlich des Ortes ist um 1500 erstmals eine Kapelle urkundlich erwähnt. Die heutige Kirche ist vom Umbau des Jahres 1893 im neuromanischen Stil geprägt; der Südturm ist allerdings im Kern noch gotisch. Im Inneren sind auch die Altäre, die Kanzel und die Kreuzwegstationen neuromanisch und stammen vom Ende des 19. Jahrhunderts. Die Kriegergedächtniskapelle auf dem umgebenden Friedhof wurde im Jahr 1923 erbaut. | BDA-Hist.: Q38114782 Status: § 2a Stand der BDA-Liste: 2025-06-30 Name: Kath. Pfarrkirche hl. Wolfgang, Friedhof u. Kriegerkapelle GstNr.: 2768 Pfarrkirche hl. Wolfgang, Schattwald |